# Ādibuddha
Ādi-Buddha o Ādibuddha  (dal sanscrito, "primo illuminato" o "Buddha primordiale) è nel Mahayana e Vajrayana (o Buddhismo Tantrico) il principio originatore e l'essenza stessa dell'illuminazione; è strettamente collegato con il concetto di Natura-Buddha originatosi all'interno della corrente Mahāyāna, ma ha trovato piena formulazione nelle correnti tantriche del Vajrayana e in particolare nel Kunjed Gyalpo Tantra, in cui la sua figura è definita Samantabhadra ("Universalmente Buono"). Altre figure associate sono Vajradhara, Kalachakra e Vairocana.

## Generazione dei Jinas
Il primordiale Adi-Buddha, "l'esistente di per sé", è sempre esistito e sempre esisterà. È identificato in Maha Vairocana (lett. "Il Grande Sole" o "Il Grande Illuminatore") che si trova al centro dei Mandala e riassume in se sia lo Zenith che il Nadir.
Attraverso la contemplazione di se stesso, l'Adi-Buddha generò i Jina (lett."Vittoriosi"), conosciuti in Occidente come Dhyani-Buddha (lett."Buddha della meditazione"). 
Costoro, in numero di quattro, presero dimora ai quattro punti cardinali : Akṣobhya ad est, Amitabha (Amida) ad ovest, Amoghasiddhi a nord e Ratnasaṃbhāva a sud.
I Buddha metafisici si distinguono per i simboli con i quali sono rappresentati: Ratnasambhava con il Cintamani (lett."Gioiello prezioso"), Amitabha con un loto, Aksobhya con il vajra (lett."Folgore"), Amogasiddhi con il vishvavajra (lett."Doppia Folgore").